# Tiergarten (stadsdel)
Tiergarten, "Djurgården", är en stadsdel i centrala Berlin med Berlins största park Großer Tiergarten.
Stadsdelen avgränsas i norr av floden Spree och i söder av Kurfürstenstrasse, i väster av bebyggelsen omkring Bahnhof Berlin Zoologischer Garten och i öster av Ebertstrasse vid Berlinmurens tidigare sträckning.
Tiergarten var tidigare ett eget stadsdelsområde och tillhörde Västberlin under stadens delning, men i och med en stor förvaltningsreform 2001 slogs stadsdelen samma med stadsdelarna Wedding och Mitte till det nya stadsdelsområdet Mitte. I det tidigare stadsdelsområdet återfanns stadsdelar som Moabit, Hansaviertel och själva Tiergarten (tidigare Tiergarten-Süd). 
I Tiergarten finns bland annat en engelsk park med teservering. Minnesmärket Siegessäule ligger mitt i parken i cirkulationsplatsen Großer Stern. Tiergarten är också känt för Berlin Love Parade. Ursprungligen skapades Tiergarten som jaktmark för kejsaren men omvandlades senare till en park för berlinarna. Under sommaren är parken särskilt populär med bland annat grillning.

## Historia
Under 1930-talet spelade Tiergarten en central roll i Albert Speers planer för omvandlingen av Berlin till Welthauptstadt Germania. Speer låg bland annat bakom breddningen av Charlottenburger Chaussee (idag Straße des 17. Juni) inom ramen för die Ost-West-Achse. Under andra världskriget förstördes Tiergarten varpå ett stort återuppbyggnadsarbete vidtog. 
Under Berlins delning var Tiergarten stort som utflyktsmål för västberlinarna sedan man skurits av från de traditionella utflyktsmålen i östra Berlin.
Efter 1989 har området Tiergarten omvandlats och nya byggnader har byggts i området, bland annat De nordiska ambassaderna i Berlin, som öppnades den 20 oktober 1999 och är den gemensamma byggnaden för nordiska staternas ambassader i Tyskland.